# Idaea antennata
Idaea antennata är en fjärilsart som beskrevs av Eugen Wehrli 1931. Idaea antennata ingår i släktet Idaea och familjen mätare. Inga underarter finns listade i Catalogue of Life.